# Below Zero (film)
Pour plus de détails, voir Fiche technique et Distribution.
Below Zero est un film canadien réalisé par Justin Thomas Ostensen, sorti en 2012.

## Fiche technique
- Titre : Below Zero
- Réalisation : Justin Thomas Ostensen[1]
- Scénarios : Signe Olynyk
- Musique : Jeff Tymoschuk
- Société de production : Twilight Pictures
- Pays d'origine :  Canada
- Lieu de tournage : Edson, Alberta
- Langue : anglais
- Genre : Horreur
- Durée : 1h25
- Date de sortie : France, 19 novembre 2012

## Distribution
- Edward Furlong : Jack / Frank
- Michael Berryman : Gunnar
- Kristin Booth  (VF : (Adeline Moreau) : Penny / Paige
- Dee Hannah : Mrs. Hatcher
- Michael Eisner : Monty
- Sadie Madu

Source et légende : Version française (V. F.) sur RS Doublage